# Podgórze Kraków
El Podgórze Kraków es un equipo de fútbol de Polonia que juega en la Klasa A, séptima división nacional.

## Historia
Fue fundado en el año 1913 en el distrito de Podgórze en Cracovia y actualmente es uno de los equipos de distrito más viejos de Polonia, además de ubicarse entre los primeros 75 equipos en la Clasificación histórica de la Ekstraklasa.
La idea de la creación del club surgío luego de que Rudolf Kropatsch, Władysław Hausner, Wiktor Offen, Wilhelm Majcher y Franciszek Kozieł fundaron el club deportivo SKS Olimpia, rebautizado unos meses después como KS Podgórze. El motivo de la creación del club deportivo de fútbol fue permitir a los habitantes de Podgórze practicar un deporte cada vez más popular. En ese momento, creó un sentimiento creciente de patriotismo local que ya estaba fuertemente desarrollado.
El primer estadio en Podgórze se inauguró 10 años después de la fundación del club. El período de los mayores éxitos fue en la década de 1930, cuando el equipo de fútbol masculino jugaba en la Ekstraklasa, entonces llamada "Liga". Tres jugadores de Podgórze representaron a Polonia durante partidos internacionales (Mieczysław Koczwara, Franciszek Hausner, Antoni Dzierwa).
Durante la Segunda Guerra Mundial jugaron en el exilio en el equipo del Ejército Polaco, que derrotó, entre otros, a Inglaterra (4:0) e Irak (6:1). Los tiempos de la posguerra no trajeron mucho éxito al club. Se crearon numerosas secciones deportivas (sobre todo en la década de 1950), pero no fue hasta la década de 1990 que el club pudo volver a tener éxito. Sucedió gracias al equipo de fútbol femenino y sus actuaciones en la primera liga femenina. En las últimas temporadas el Podgórze ha registrado el progreso de los jugadores gracias al entrenador, exfutbolista de Wisła Kraków Grzegorz Pater. Después de la temporada 2010/11, el club, como resultado de la liquidación de la 5.ª liga en Malopolska, avanzó en 2 niveles del 8.º al 6.º nivel.

## Palmarés
- Klase A Cracovia:

1929, 1931, 1932, 1935
- Klase B Cracovia:

1925/26, 1926, 2007/08, 2010/11
- Liga Okręgowa:

1937